# ロコックス三連祭壇画
『ロコックス三連祭壇画』（ロコックスさんれんさいだんが、蘭: De Rockoxtriptiek、英: The Rockox Triptych）、または『ニコラース・ロコックスと妻アドリアーナ・ペレスの碑文』（ニコラース・ロコックスとつまアドリアーナ・ペレスのひぶん、蘭: Epitaaf van Nicolaas Rockox en zijn vrouw Adriana Perez、英: Epitaph of Nicolaas Rockox and His Wife Adriana Perez）は、フランドルのバロック期の巨匠ピーテル・パウル・ルーベンスが1613-1615年に板上に油彩で制作した三連祭壇画である。長い間、「聖トマスの懐疑 (The Incredulity of Saint Thomas) 」を表していると考えられていたが、現在では別の見解がなされている。作品はアントワープ王立美術館に所蔵されている。

## 歴史
この三連祭壇画は、1613年ごろ、ニコラース・ロコックス（1560-1640年）と、彼の妻アドリアーナ・ペレス（Adriana Perez、1568–1619年）によりアントウェルペンのレコレクト修道院内の彼らの墓碑のために委嘱された。ロコックスはアントウェルペンの市長で、ルーベンスの親しい個人的な友人、かつ庇護者であった。アドリアーナ・ペレスは16世紀初頭にアントウェルペンにやってきたスペインのコンベルソ (ユダヤ教からキリスト教への改宗者) の孫娘であった。
左翼パネルの上部左側に絵画の制作年が記されている。制作年は1613年から1615年に変更されているが、それはルーベンスが1613年に制作を始めたものの、1615年になってようやく完成したためであろう。絵画は、アントウェルペンのレコレクト修道院の聖歌隊席背後の聖母礼拝堂に掛けられた。いずれにしても、作品はロコックス夫妻が死去する前に委嘱された。墓碑となる作品は、しばしば委嘱者の生前に完成することがよくあった (逆に、委嘱者の死の少し後に完成したこともあった)。イエス・キリストの復活はしばしば墓碑として制作された作品の主題であったが、この主題は死せるものの復活の前触れとされ、ロコックス夫妻の魂もまた復活することを宣言するものであった。
この三連祭壇画は、1794年のナポレオン戦争中に侵攻したフランス軍によりパリのルーヴル美術館のために没収された。1815年に、作品はアントウェルペンに返還され、新たに設立された美術館に移された。

## 作品
祭壇画の左右両翼パネルには、ロコックスと彼の妻がそれぞれのアトリビュート (人物を特定するもの) である聖書、ロザリオとともに表されている。両翼パネルの外側パネルには、2人の家族の紋章が描かれている。
中央パネルは、伝統的に「聖トマスの懐疑」を示していると考えられていた。「ヨハネによる福音書」では、復活したキリストが他の使徒たちの前に現れたことを、トマスが自身でキリストを見、彼の脇腹にあった磔刑による傷に触れるまで信じなかったことが記されている。ルーベンスの本作をこのように解釈することは、構図がカラヴァッジョの『聖トマスの不信』 (サン・スーシ宮殿、ポツダム) に類似していることによる。カラヴァッジョの作品は、トマスが身を屈め、指をキリストの脇腹の傷口に入れて、信じられないという顔をしており、背後には場面をじっと見ている2人の男がいる。

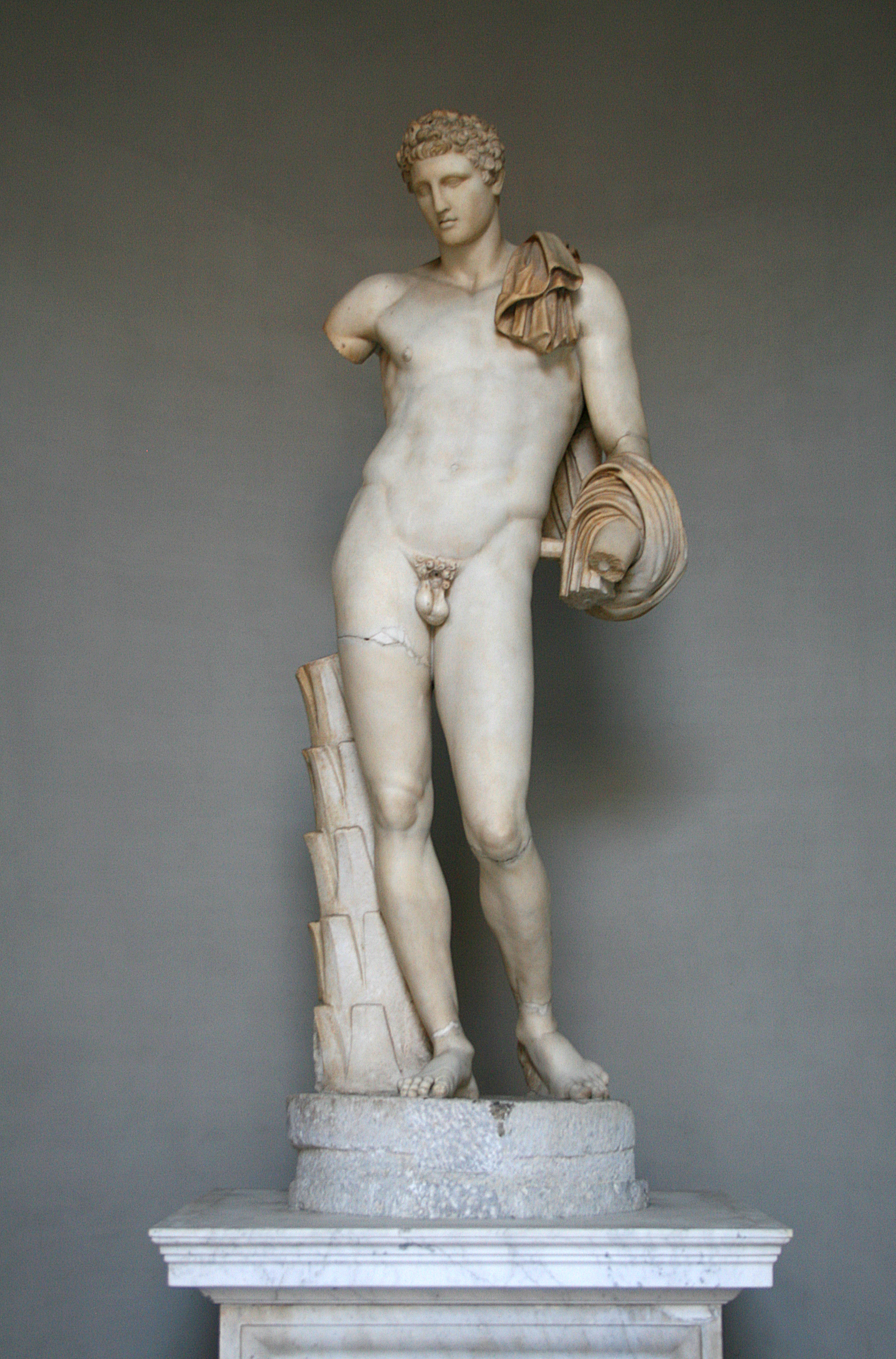
『ヘルメス・ベルヴェデーレ』 (ヴァチカン美術館、ローマ)

最近の研究では、ルーベンスは「聖トマスの懐疑」を描いたのではなく、「ルカによる福音書」 (24:36-51) に記述されている、エルサレムにおけるキリストの使徒たちへの最初の顕現を描いたという主張がなされている。この逸話では、11人の生存していた使徒たちは当初、彼らの中に現れた人物が復活したキリストであるということを信じるのを拒否した。この不信に対して、キリストは手と足にあった磔刑の傷を見せ、彼らが自身で傷を触り、復活の証拠を見るよう促した。本作には、11人の弟子たちのうちキリストに愛された3人の福音記者ヨハネ、ペテロ、大ヤコブのみが描かれている。「ルカによる福音書」によれば、使徒たちはキリストの死の身体的証拠を検視するこの申し出を決して受けなかった。キリストが焼いた魚と蜂の巣の食事をした後にようやく、使徒たちは彼が復活したキリストであることを容認したのである。

カラヴァッジョ『聖トマスの不信』 (サン・スーシ宮殿、ポツダム)

この絵画が「聖トマスの懐疑」ではなく、「ルカによる福音書」の場面を描いているという主張は、カラヴァッジョの絵画がキリストの脇腹をまさぐるトマスの指に焦点を当てているのに対し、ルーベンスが意図的にキリストの脇腹の傷を描いていないことによる。脇腹の傷を描かなかったということは、手と足の傷だけに触れ、脇腹の傷に触れていない「ルカによる福音書」の原文にルーベンスが厳密に従ったことを示唆する。
画家はキリスト復活に関わる様々な福音書の記述の矛盾を強調しているが、それは、アントウェルペンのエリートたちの間に蔓延していた、宗教的問題で確信性を持つ能力への懐疑を反映している。さらに、真の信仰者 (本作の委嘱者自身など) が身体的証拠を求めるよりもキリストの復活の真実を受け入れる信仰的飛躍をする必要性を強調するために、ルーベンスは意図的に傷口を描かなかったと主張されている。「ヨハネによる福音書」 (20章29) には、「イエスはトマスに言われた。『わたしを見たから信じたのか。見ないのに信じる人は、幸いである』」とあるが、実際、両翼パネルで祈るロコックス夫妻はキリストを見ていない。目撃することなく信じる夫妻の信仰心が絵画に表されているのである。
なお、キリストの身体の描写のために、ルーベンスは有名な古代彫刻『ヘルメス・ベルヴェデーレ』 (ヴァチカン美術館、ローマ) に触発されている。彼はローマ滞在中にこの彫刻を研究し、その美しさとプロポーションを称賛していた。